# 京鞍高速动车组列车
京鞍高速动车组列车是中国铁路运行于首都北京市北京朝阳站至辽宁省鞍山市鞍山西站的高速动车组列车，自2021年1月22日起开行，现合计开行2对列车。其中G3551/3552次由北京局集团北京客运段担当，G3695/3698、G3697/3696次列车由沈阳局集团沈阳客运段担当。

## 历史

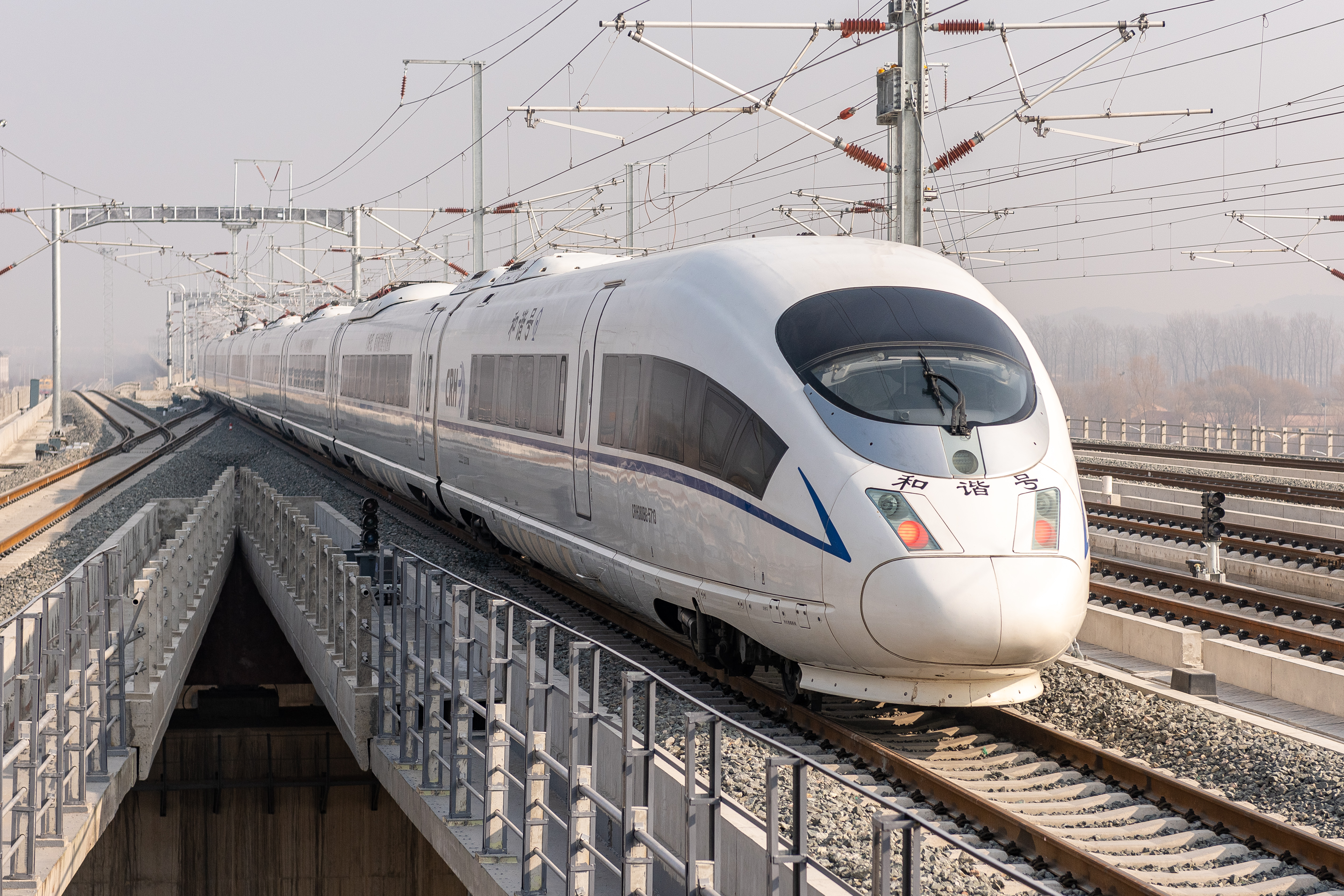
2021年1月22日驶出密云站的G3671次

2021年1月22日，配合京哈客运专线北京朝阳至承德南段开通，新增往返北京朝阳站至鞍山西站的高速动车组列车G3673/2次、G3671/4次。同年6月25日，配合京哈高铁运行图第一次重排，该对列车车次号调整为G3695/3698、G3697/3696次。
2023年7月1日，配合京哈高铁运行图第二次重排，新增经由朝凌高铁的北京朝阳~鞍山西G3551/3552次列车。
2025年1月3日起，配合技术提升型复兴号高寒智能动车组投入运营，G3551/3552次列车更改车型为CR400BF-GS。
2025年7月1日，配合京哈高铁北京朝阳至沈阳段达速运营，G3551/3552次列车车次调整为G3641/3642次。

## 使用列车
G3641/3642次列车使用配属北京局集团北京朝阳动车运用所的CR400BF-GS，G3695/3698、G3697/3696次列车使用配属沈阳局集团沈阳北动车运用所的CRH380BG。